# Wash Me in the River
Wash Me in the River (Savage Salvation) è un film del 2022 diretto da Randall Emmett.

## Trama
Dopo la morte della fidanzata per un'overdose, l'ex tossicodipendente Shelby decide di vendicarsi del cartello della droga che ha causato la morte dell'amata, dovendosela vedere anche con lo sceriffo che tenta di fermarlo, dovendo compiere il proprio dovere di tutore della legge, malgrado anche il figlio sia stato vittima dei medesimi spacciatori.

## Produzione
Nel settembre 2020 è stato annunciato che Robert De Niro, John Malkovich e Machine Gun Kelly (poi rimpiazzato da Taylor Kitsch e, infine, da Jack Huston) avrebbero recitato nel film.
Le riprese si sono svolte tra il novembre 2020 e il gennaio 2021.

## Promozione
Il primo trailer del film è stato pubblicato il 27 ottobre 2021.

## Distribuzione
Il film è uscito nelle sale cinematografiche statunitensi il 2 dicembre 2022. In Italia è uscito su Prime Video il 28 dicembre 2022.